# ポピー・モーガン
ポピー・モーガン（Poppy Morgan、1983年2月17日 - ）は、イギリスのポルノ女優。キングストン・アポン・ハル出身。

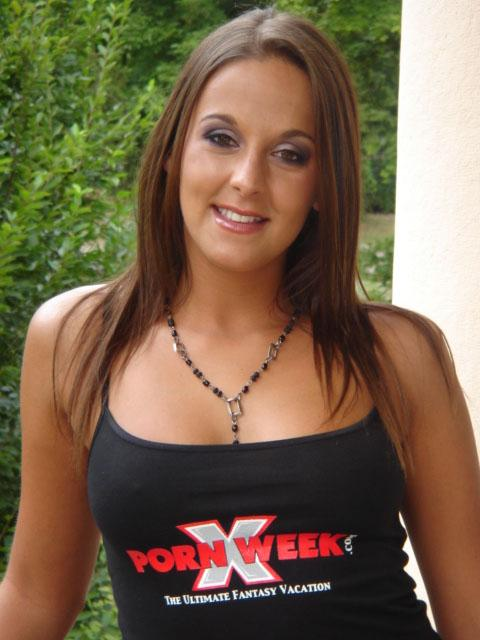
ポピー・モーガン